# Želechovice nad Dřevnicí
Želechovice nad Dřevnicí (in tedesco Schelechowitz an der Drewnitz) è un comune della Repubblica Ceca facente parte del distretto di Zlín, nella regione di Zlín.